# Ernesto Togni
Ernesto Togni (Brione Verzasca, 6 ottobre 1926 – Gambarogno, 11 novembre 2022) è stato un vescovo cattolico svizzero.

## Biografia
Nacque a Brione Verzasca, nel Canton Ticino e diocesi di Lugano, il 6 ottobre 1926 da Alfeo e Teresa Fancolli.

### Formazione e ministero sacerdotale
Frequentò il seminario "San Carlo" di Besso e la Pontificia Università Gregoriana di Roma.
Il 7 maggio 1950 fu ordinato presbitero, a Brione Verzasca, dal vescovo Angelo Giuseppe Jelmini.
Dopo l'ordinazione continuò gli studi teologici all'Università Gregoriana. Rientrato in Svizzera nel 1951, divenne vicerettore e docente nel seminario "San Carlo". Nell'ottobre 1957 fu nominato primo rettore del collegio "Pio XII" e del seminario minore di Breganzona.
Nel settembre 1969 diventò parroco di Tenero-Contra. Al contempo fu anche membro del sinodo diocesano, dal 1972 al 1975, responsabile della catechesi nel settore elementare e materno del vicariato del locarnese e delegato dell'ufficio catechetico diocesano, dal 10 giugno 1977 fino alla nomina episcopale.

### Ministero episcopale
Il 15 luglio 1978 papa Paolo VI lo nominò vescovo di Lugano; succedette a Giuseppe Martinoli, dimessosi per raggiunti limiti di età. Il 17 settembre successivo ricevette l'ordinazione episcopale, nella cattedrale di San Lorenzo a Lugano, dall'arcivescovo Ambrogio Marchioni, nunzio apostolico in Svizzera, co-consacranti Pierre Mamie, vescovo di Losanna, Ginevra e Friburgo, e il suo predecessore Giuseppe Martinoli. Durante la stessa celebrazione prese possesso della diocesi.
Nel giugno 1984 accolse papa Giovanni Paolo II durante il suo viaggio apostolico in Svizzera.
Il 21 giugno 1985 papa Giovanni Paolo II accolse la sua rinuncia, presentata per motivi di salute, al governo pastorale della diocesi di Lugano. Rimase amministratore apostolico fino al 29 giugno 1986, giorno dell'ordinazione episcopale e contestuale presa di possesso del successore Eugenio Corecco.
Rimessosi in salute, nell'aprile 1993 si trasferì come missionario nell'arcidiocesi di Barranquilla, dove restò fino al 1996, quando tornò in Svizzera.
Morì l'11 novembre 2022, all'età di 96 anni, presso la "Casa Cinque Fonti" a San Nazzaro di Gambarogno. Dopo le esequie, celebrate il 14 novembre successivo dal vescovo Pier Giacomo Grampa nella cattedrale di San Lorenzo, fu sepolto nella cripta della basilica del Sacro Cuore a Lugano.

## Genealogia episcopale
La genealogia episcopale è:
- Cardinale Scipione Rebiba
- Cardinale Giulio Antonio Santori
- Cardinale Girolamo Bernerio, O.P.
- Arcivescovo Galeazzo Sanvitale
- Cardinale Ludovico Ludovisi
- Cardinale Luigi Caetani
- Cardinale Ulderico Carpegna
- Cardinale Paluzzo Paluzzi Altieri degli Albertoni
- Papa Benedetto XIII
- Papa Benedetto XIV
- Papa Clemente XIII
- Cardinale Marcantonio Colonna
- Cardinale Giacinto Sigismondo Gerdil, B.
- Cardinale Giulio Maria della Somaglia
- Cardinale Carlo Odescalchi, S.I.
- Cardinale Costantino Patrizi Naro
- Cardinale Lucido Maria Parocchi
- Papa Pio X
- Papa Benedetto XV
- Papa Pio XII
- Cardinale Carlo Confalonieri
- Arcivescovo Ambrogio Marchioni
- Vescovo Eugenio Corecco